# Saint-Paul-de-l'Île-aux-Noix
Saint-Paul-de-l'Île-aux-Noix è un comune del Canada, situato nella provincia del Québec, nella regione di Montérégie.